# Eliminatórias da Copa do Mundo FIFA de 2026 – UEFA (Grupo D)
O Grupo D das eliminatórias da UEFA para a Copa do Mundo FIFA de 2026 é formado por Azerbaijão, Islândia, Ucrânia e o vencedor das quartas de final da Liga das Nações, França.
O vencedor do grupo se classifica automaticamente para a Copa do Mundo de 2026, enquanto o segundo colocado avança para a segunda fase.

## Classificação
| Pos | Equipe     | Pts | J | V | E | D | GP | GC | SG | Classificado               |  |        |        |        |        |
| --- | ---------- | --- | - | - | - | - | -- | -- | -- | -------------------------- |  | ------ | ------ | ------ | ------ |
| 1   | França (X) | 0   | 0 | 0 | 0 | 0 | 0  | 0  | 0  | Copa do Mundo FIFA de 2026 |  | —      | 13 Nov | 9 Set  | 10 Out |
| 2   | Ucrânia    | 0   | 0 | 0 | 0 | 0 | 0  | 0  | 0  | Segunda fase               |  | 5 Set  | —      | 16 Nov | 13 Out |
| 3   | Islândia   | 0   | 0 | 0 | 0 | 0 | 0  | 0  | 0  | Eliminado                  |  | 13 Out | 10 Out | —      | 5 Set  |
| 4   | Azerbaijão | 0   | 0 | 0 | 0 | 0 | 0  | 0  | 0  | Eliminado                  |  | 16 Nov | 9 Set  | 13 Nov | —      |

## Partidas
A lista de jogos foi confirmada pela UEFA em 13 de dezembro de 2024 após o sorteio. Os horários são CET / CEST , conforme listados pela UEFA (os horários locais, se diferentes, estão entre parênteses).
| 5 setembro 2025     | Islândia | –         | Azerbaijão | Laugardalsvöllur, Reiquiavique |
| 20:45 (18:45 UTC+0) |          | FIFA UEFA |            |                                |

| 5 setembro 2025 | Ucrânia | –         | França | Estádio Municipal de Breslávia, Breslávia |
| 20:45           |         | FIFA UEFA |        |                                           |

| 9 setembro 2025     | Azerbaijão | –         | Ucrânia | Estádio Republicano Tofiq Bahramov, Bacu |
| 18:00 (20:00 UTC+4) |            | FIFA UEFA |         |                                          |

| 9 setembro 2025 | França | –         | Islândia | Parc des Princes, Paris |
| 20:45           |        | FIFA UEFA |          |                         |

| 10 outubro 2025     | Islândia | –         | Ucrânia | Laugardalsvöllur, Reiquiavique |
| 20:45 (18:45 UTC+0) |          | FIFA UEFA |         |                                |

| 10 outubro 2025 | França | –         | Azerbaijão | Parc des Princes, Paris |
| 20:45           |        | FIFA UEFA |            |                         |

| 13 outubro 2025     | Islândia | –         | França | Laugardalsvöllur, Reiquiavique |
| 20:45 (18:45 UTC+0) |          | FIFA UEFA |        |                                |

| 13 outubro 2025 | Ucrânia | –         | Azerbaijão | Estádio Municipal de Breslávia, Breslávia |
| 20:45           |         | FIFA UEFA |            |                                           |

| 13 novembro 2025    | Azerbaijão | –         | Islândia | Neftçi Arena, Bacu |
| 18:00 (21:00 UTC+4) |            | FIFA UEFA |          |                    |

| 13 novembro 2025 | França | –         | Ucrânia | Parc des Princes, Paris |
| 20:45            |        | FIFA UEFA |         |                         |

| 16 novembro 2025    | Azerbaijão | –         | França |  |
| 18:00 (21:00 UTC+4) |            | FIFA UEFA |        |  |

| 16 novembro 2025 | Ucrânia | –         | Islândia | [ nota 2 ] |
| 20:45            |         | FIFA UEFA |          |            |